# Eastern Province Elephants
Eastern Province Elephants – południowoafrykański zespół rugby union reprezentujący zachodnią część Prowincji Przylądkowej Wschodniej w rozgrywkach Currie Cup i Rugby Challenge. Dawniej swoje mecze rozgrywał na Boet Erasmus Stadium w Port Elizabeth, zaś od 2010 głównie na zbudowanym na mistrzostwa świata w piłce nożnej Nelson Mandela Bay Stadium. Niekiedy drużyna występuje na mniejszym Wolfson Stadium na przedmieściach Port Elizabeth.

## Historia
Regionalny związek rugby („Eastern Province Rugby Union”, EPRU) na terenie obecnej Prowincji Przylądkowej Wschodniej założono w 1888 roku. Do 2010 roku wystawiany w lokalnych rozgrywkach zespół występował pod nazwą Eastern Province (EP). Z czasem drużyna uzyskała przydomek „Mighty Elephants” (Mocarne Słonie), co mogło nawiązywać do logo związku. Kiedy w 2010 roku EPRU uzyskało prawo do wprowadzenia swojego reprezentanta do rozgrywek Super Rugby, otrzymał on nazwę Southern Kings. W konsekwencji dla ujednolicenia nazwy oraz znaku lokalną drużynę przemianowano na „Eastern Province Kings”. W 2018 roku powrócono do dawnego znaku ze słoniem, przyjmując ponownie bardziej tradycyjną nazwę „Eastern Province Elephants”.
W swojej historii drużyna EP nigdy nie zdołała wywalczyć Currie Cup – do jej największych sukcesów należą triumfy w Vodacom Shield 2002, Currie Cup First Division 2010 czy 2012 – zwycięstwa na drugim poziomie rozgrywek. Jednak we wcześniejszych dekadach zespół z Prowincji Przylądkowej Wschodniej jawił się jako silny rywal dla większych ośrodków. Poprzez „Mighty Elephants” do reprezentacji narodowej trafiło 28 zawodników, a dalszych pięciu przybyło do zespołu EP już po debiucie w kadrze (stan na koniec 2019 roku).

### Upadłość EP Rugby
Na początku XX wieku lokalny związek rugby dotknęły znaczne trudności finansowo-organizacyjne, które swoją kulminację miały pod koniec 2015 roku. W listopadzie w związku z niedotrzymaniem ostatecznego terminu wypłaty zaległych wynagrodzeń rozwiązaniu uległy kontrakty wszystkich zawodników Eastern Province Kings. Wkrótce swój program wsparcia i plan naprawczy wprowadziło South African Rugby Union (SARU), co jednak nie przyniosło oczekiwanych rezultatów. W styczniu 2016 stowarzyszenie zawodników (SARPA) w imieniu 36 graczy złożyło wniosek do sądu o ogłoszenie upadłości spółki prowadzącej w imieniu EPRU drużynę Eastern Province Kings. Postanowieniem sądu w Port Elizabeth w marcu 2016 roku przedsiębiorstwo EP Rugby (Pty) Ltd zostało postawione w stan tymczasowej upadłości („provisional liquidation”) z odroczeniem ostatecznego werdyktu o dwa miesiące. Wkrótce SARU objęło w regionie zarząd komisaryczny. W ostatniej chwili zdołano znaleźć potencjalnego inwestora gotowego spłacić zobowiązania Eastern Province wynoszące wobec samych tylko zawodników 18 mln randów. Wkrótce okazało się jednak, że tajemniczy brytyjski biznesmen w istocie sam pozostaje niewypłacalny – nie posiada majątku pozwalającego na 100-milionową inwestycję. W konsekwencji władze SARU zmuszone były wycofać wniosek o wstrzymanie upadłości, którą ostatecznie ogłoszono w sierpniu 2016 r. Niemniej dzięki potwierdzonemu tego samego dnia sięgającemu 20 mln randów wsparciu finansowemu ze strony lokalnego samorządu zespół – jako reprezentant EPRU – dopuszczony został do rozgrywek Currie Cup 2016. W lutym 2017 roku południowoafrykańska federacja odwołała zarząd przymusowy i przekazała uprawnienia nowo wyłonionym lokalnym władzom. Wieloletnie problemy finansowe odbiły się jednak wyraźnie na wynikach sportowych drużyny z Port Elizabeth – w pierwszych latach po ogłoszeniu upadłości spółki EP Rugby i reorganizacji struktur zespół Elephants (podobnie jak wykluczona z Super Rugby drużyna Southern Kings a także prowincjonalne ekipy młodzieżowe) regularnie zajmowały jedne z ostatnich miejsc w swoich rozgrywkach i notując szereg wysokich porażek.